# Reinhart Schmidt (Betriebswirt)
Reinhart Schmidt (* 15. Februar 1940 in Halle (Saale); † 5. April 2008 ebenda) war deutscher Professor für Betriebswirtschaftslehre, insbesondere Bankbetriebslehre und Finanzwirtschaft.

## Leben
Schmidt schloss sein Studium an der Universität Köln 1963 mit dem Abschluss eines Diplom-Kaufmanns ab. 1967 folgte die Promotion, 1971 die Habilitation an der Universität Bonn. Von 1969 bis 1972 war er Unternehmensberater in Essen. Von 1972 bis 1994  war er ordentlicher Professor für Betriebswirtschaftslehre an der Universität Kiel. Von 1994 bis zu seiner Emeritierung am 31. März 2005 war er ordentlicher Professor an der Universität Halle-Wittenberg. Er war spezialisiert auf Empirische Kapitalmarktforschung, Unternehmensanalyse, Rating, Aktienbewertung, Frühwarnsysteme (Bilanzdaten, Kontodaten), Cross-Border Mergers, Corporate Governance (Innovation, Vorstandsvergütungen, Personal- und Kapitalverflechtung). Um Studenten, Praktiker und Anlegern die Anlageentscheidungen an den Börsen nahezubringen, erfand er international ausgerichtete Börsenspiele, die er während seiner Zeit in Kiel (KIES – Kieler EntscheidungsSpiel) mehrfach und dann auch in Halle (Saale) organisierte und durchführte. Zudem führte Schmidt in Zusammenarbeit mit dem Manager Magazin regelmäßig empirische Untersuchungen zu den Themen "Pay for Performance" und "Wertschöpfung" von deutschen und europäischen Aktiengesellschaften durch.

## Ämter
- 1985–2005 Vorstandsmitglied des Deutschen Aktien-Instituts e.V., Frankfurt/M.
- 1995–2005 Vorsitzender des Wissenschaftlichen Beirats des Deutschen Aktien-Instituts e.V., Frankfurt/M.
- Vizepräsident des Stiftungsrates der Graduate School of Business Administration Zürich
- Aufsichtsratsvorsitzender des Instituts für Unternehmensforschung und Unternehmensführung an der Martin-Luther-Universität Halle-Wittenberg e. V.
- Vorstandsvorsitzender des Instituts für Genossenschaftswesen an der Martin-Luther-Universität Halle-Wittenberg e. V.

## Veröffentlichungen
- Kapazitätsplanung in stochastischen Produktionssystemen, Meisenheim am Glan 1968 (Dissertation)
- Optimale Kapitalanlage am Aktienmarkt, Bonn, 1971 (Habilitation)
- Kapitalmarkt, Unternehmen und Information, Wiesbaden, Dt. Univ.-Verl., 2005

## Sonstiges
In Erinnerung an sein Wirken als Hochschullehrer an der Martin-Luther-Universität Halle-Wittenberg wird seit 2010 der Reinhart-Schmidt-Gedächtnispreis für herausragende wissenschaftliche Leistungen im Bereich der Betriebswirtschaftslehre verliehen. Erster Preisträger war im November 2010 Enrico Prinz.